# 鮎川あゆみ
鮎川 あゆみ（あゆかわ あゆみ、1987年5月10日 - ）は、日本の元AV女優。
趣味・特技:旅行。

## 略歴
2008年7月に『了解×ギリモザ 新人ギリモザ 鮎川あゆみ』でAVデビュー。

## 作品

### アダルトビデオ
2008年
- 了解×ギリモザ 新人ギリモザ 鮎川あゆみ（2008年7月7日、エスワン）
- ギリモザスペシャル トリプル爆乳大乱交 鮎川あゆみ×相内リカ×花井メイサ（2008年8月19日、エスワン）…共演:花井メイサ、相内リカ
- ギリモザ ネットリ濃厚セックス 鮎川あゆみ（2008年9月7日、エスワン）
- ギリモザ 絶叫！ビッグマグナムFUCK 鮎川あゆみ（2008年10月7日、エスワン）
- ギリモザ 止まらない失禁 鮎川あゆみ（2008年11月7日、エスワン）
- ギリモザ 無限絶頂！激イカセFUCK 鮎川あゆみ（2008年12月7日、エスワン）

2009年
- まるごと4時間×ギリモザ 淫らな爆乳女教師 バコバコ乱交 鮎川あゆみ（2009年1月19日、エスワン）

### イメージビデオ
- 『AV無理も無理』 鮎川あゆみ（2008年1月1日、未満）
- 『AV無理』 鮎川あゆみ（2008年2月1日、未満）
- 『AV無理2』 鮎川あゆみ（2008年3月1日、未満）